# Windows Media Video
Windows Media Video (Förkortas oftast WMV) är en typ av videofil gjord av Microsoft som har filändelsen .wmv. WMV används som standardformat i Windows egna program så som Windows Movie Maker.